# Verrallina
Verrallina is een muggengeslacht uit de familie van de steekmuggen (Culicidae).

## Soorten
- V. abdita (Barraud, 1931)
- V. adusta (Laffoon, 1946)
- V. agrestis (Barraud, 1931)
- V. andamanensis (Edwards, 1922)
- V. assamensis Bhattacharyya, Tewari, Prakash, Mohapatra & Mahanta, 2004
- V. atria (Barraud, 1928)
- V. atriisimilis (Tanaka & Mizusawa, 1973)
- V. azureosquamata (Bonne-Wepster, 1948)
- V. bifoliata (King & Hoogstraal, 1947)
- V. butleri (Theobald, 1901)
- V. campylostylus (Laffoon, 1946)
- V. carmenti (Edwards, 1924)
- V. cauta (Barraud, 1928)
- V. clavata (Barraud, 1931)
- V. comata (Barraud, 1931)
- V. comosa (Reinert, 1974)
- V. consonensis (Reinert, 1973)
- V. cretata (Delfinado, 1967)
- V. cuccioi (Belkin, 1962)
- V. cunninghami (Taylor, 1944)
- V. cyrtolabis (Edwards, 1928)
- V. dux (Dyar & Shannon, 1925)
- V. embiensis (Huang, 1968)
- V. foliformis (King & Hoogstraal, 1947)
- V. fragilis Leicester, 1908
- V. funerea (Theobald, 1903)
- V. gibbosa (Delfinado, 1967)
- V. hamistylus (Laffoon, 1946)
- V. harrisonica (Reinert, 1974)
- V. hispida (Delfinado, 1967)
- V. incerta (Edwards, 1922)
- V. indecorabilis Leicester, 1908
- V. indica (Theobald, 1907)
- V. iriomotensis (Tanaka & Mizusawa, 1973)
- V. johnsoni (Laffoon, 1946)
- V. johorensis (Reinert, 1974)
- V. killertonis (Huang, 1968)
- V. komponga (Klein, 1973)
- V. lankaensis (Stone & Knight, 1958)
- V. latipennis (Delfinado, 1967)
- V. leicesteri (Edwards, 1917)
- V. leilae (King & Hoogstraal, 1947)
- V. lineata (Taylor, 1914)
- V. lugubris (Barraud, 1928)
- V. macrodixoa (Dyar & Shannon, 1925)
- V. margarsen (Dyar & Shannon, 1925)
- V. mccormicki (Belkin, 1962)
- V. milnensis (King & Hoogstraal, 1947)
- V. multifolium (King & Hoogstraal, 1947)
- V. neomacrodixoa (King & Hoogstraal, 1947)
- V. nigrotarsis (Ludlow, 1908)
- V. nobukonis (Yamada, 1932)

- V. notabilis (Delfinado, 1967)
- V. nubicola (Laffoon, 1946)
- V. obsoleta (Huang, 1968)
- V. pahangi (Delfinado, 1968)
- V. panayensis (Ludlow, 1914)
- V. parasimilis (King & Hoogstraal, 1947)
- V. petroelephantus (Wijesundara, 1951)
- V. philippinensis (Delfinado, 1968)
- V. phnoma (Klein, 1973)
- V. pipkini (Bohart, 1957)
- V. prioekanensis (Brug, 1931)
- V. protuberans (Delfinado, 1967)
- V. pseudodiurna (Theobald, 1910)
- V. pseudomediofasciata (Theobald, 1910)
- V. pseudovarietas (Reinert, 1974)
- V. quadrifolium (Brug, 1934)
- V. quadrispinata (King & Hoogstraal, 1947)
- V. ramalingami (Reinert, 1974)
- V. rami (Barraud, 1928)
- V. rara (Delfinado, 1968)
- V. reesi (King & Hoogstraal, 1947)
- V. robertsi (Laffoon, 1946)
- V. sabahensis (Reinert, 1974)
- V. seculata (Menon, 1950)
- V. sentania (King & Hoogstraal, 1947)
- V. similis (Theobald, 1910)
- V. simpla (King & Hoogstraal, 1947)
- V. singularis (Leicester, 1908)
- V. sohni (Reinert, 1974)
- V. spermathecus (Wijesundara, 1951)
- V. srilankensis (Reinert, 1977)
- V. stunga (Klein, 1973)
- V. torosa (Delfinado, 1967)
- V. trispinata (King & Hoogstraal, 1947)
- V. unca (Theobald, 1901)
- V. uniformis (Theobald, 1910)
- V. vallistris (Barraud, 1928)
- V. vanapa (Huang, 1968)
- V. variabilis (Huang, 1968)
- V. varietas (Leicester, 1908)
- V. virilis Leicester, 1908
- V. yerburyi (Edwards, 1917)
- V. yusafi (Barraud, 1931)